# Ferrocarril de Aguadulce
El Ferrocarril Delvalle, Henríquez & Co. o Ferrocarril de Aguadulce fue un sistema ferroviario ubicado en El Roble de Aguadulce, Provincia de Coclé, Panamá, a principios del Siglo XX. Se utilizó para el transporte de agua y caña de azúcar para el Ingenio Santa Rosa. El sistema fue instalado por la empresa Delvalle, Henríquez & Co. (hoy Azucarera Nacional, S.A.) propietaria del ingenio.

## Historia

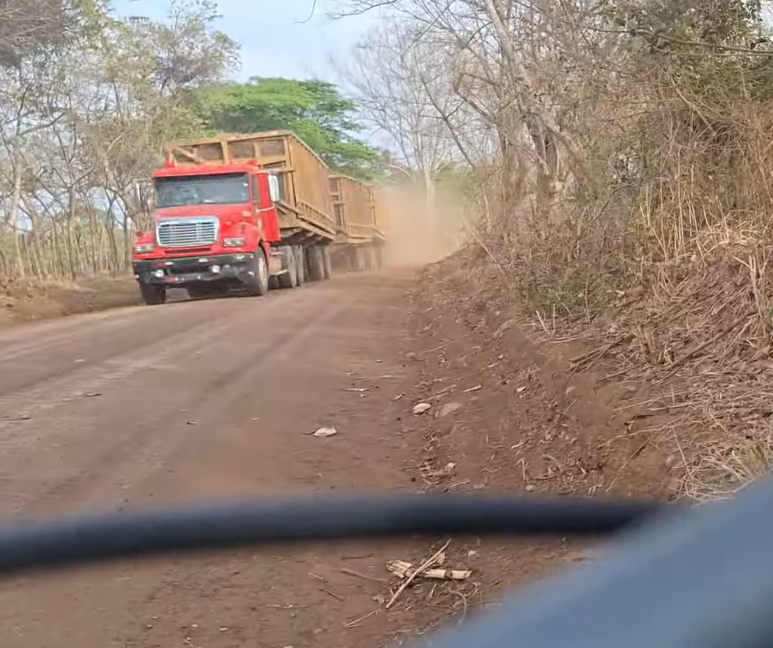
Estado actual de la antigua ruta del Ferrocarril de Aguadulce.

El sistema funcionó desde la fundación del Ingenio Santa Rosa en 1911 y para el año 1925 se publica el libro "Railways of Central America and the West Indies" donde se menciona y describe este sistema. La línea aparece todavía en mapas que datan de hasta 1942. 
Con la construcción de carreteras y la asequibilidad de los camiones de carga, eventualmente el ferrocarril fue desmantelado y remplazado por trenes carreteros que hoy hacen el recorrido. Para los años 60 ya no existía esta vía férrea. Hoy en día no quedan rieles en la ruta, pero se mantiene la servidumbre con caminos de tierra y pavimentados.
Actualmente, en la Casa Museo Santa Rosa se exponen algunos de los materiales rodantes que han sobrevivido.

## Ubicación y ruta
La línea conectaba el Ingenio Santa Rosa con el Río Santa María. Desde el ingenio se dirigía al sur y giraba luego en dirección sureste para cruzar la actual Carretera Panamericana. Después, pasaba al suroeste de la comunidad de La Loma. La ruta continuaba hacia el este paralelamente Río Santa María atravesando los cañaverales hasta alcanzar un punto de acercamiento con el río a poco más de 300 m río abajo de la isla El Rincón de Santa María.

## Vías y material rodante
La vía era de trocha angosta y de una longitud aproximada de 11.2 km. El equipo rodante consistió de pequeñas locomotoras a gasolina fabricadas por la Cummings Machine Co. que movían vagones planos para el transporte de la caña de azúcar y otros tipos de carga.